# Kukuljanovo
Kukuljanovo – wieś w Chorwacji, w żupanii primorsko-gorskiej, w mieście Bakar. W 2011 roku liczyła 905 mieszkańców.